# عيسى بن محمد آل خليفة
عيسى بن محمد بن عبد الله آل خليفة (25 نوفمبر 1938 في المحرق - 13 أغسطس 2015) محامي وقاضي ووزير بحريني. مراقب عام جماعة الإخوان المسلمون في البحرين منذ 1963 حتى 2015.

## السيرة الذاتية
ولد في مدينة المحرق في 25 نوفمبر 1938. درس في مدرسة الهداية الخليفية وتخرج منها عام 1950 ثم واصل دراسته في مدرسة حلوان الثانوية بمصر التي حصل منها على شهادة الثانوية عام 1956. درس الحقوق في جامعة القاهرة حتى حصل على بكالوريوس في القانون عام 1962.
عمل في الكثير من الوظائف منها محامي وقاض في محاكم البحرين من 1963 إلى 1968 ورئيس المحكمة الكبرى من 1968 إلى 1973 وعضو في محكمة الاستئناف العليا ووكيل بوزارة العدل من 1973 إلى 1974 ثم ووزيرا للعدل من 1974 إلى 1975 وزيرا للعمل من 1975 إلى 1980.
ترأس عدة جمعيات، هي: جمعية الإصلاح وجمعية مدرسة ابن خلدون الوطنية عام 1985 وجمعية المحامين البحرينية عام 1980 وجمعية مكافحة التدخين. كما أصبح رئيسا لمدرسة ابن الهيثم الإسلامية ورئيس مجلس أمناء مدارس الفلاح الخاصة.
أصبح عضوا في الكثير من الجمعيات والهيئات منها عضو جمعية المحامين الدولية وعضو في المجمع العربي لحماية الملكية الفكرية وعضو في المستشارون الخليجيون وأمين سر الجمعية الخيرية الإسلامية العالمية بالكويت وعضو منظمة الدعوة الإسلامية بالخرطوم وعضو مؤسسة آل البيت بالأردن.

## الوفاة
توفي بعد عودة من رحلة علاج بالخارج في 13 أغسطس 2015 عن عمر ناهز 77 سنة ودفن في 15 أغسطس 2015 في مقبرة الرفاع.

## الأسرة
متزوج وله ثلاثة أبناء.